# Fabrice Bénichou
Fabrice Bénichou (* 5. April 1966 in Madrid, Spanien) ist ein ehemaliger französischer Profiboxer. Er war EBU-Europameister im Bantamgewicht und Federgewicht sowie IBF-Weltmeister im Superbantamgewicht.

## Karriere
Fabrice Bénichou boxte als Profi von Juli 1984 bis September 2006.
Am 30. Januar 1988 gewann er den EBU-Titel im Bantamgewicht durch einen KO-Sieg in der neunten Runde gegen Thierry Jacob, verlor jedoch die erste Titelverteidigung im April 1988 gegen Vincenzo Belcastro. Am 26. September 1988 boxte er erstmals um den IBF-Weltmeistertitel im Superbantamgewicht, verlor jedoch durch TKO gegen José Sanabria.
Beim Rückkampf am 10. März 1989 gewann Fabrice Bénichou knapp nach Punkten und damit auch den IBF-Titel, den er anschließend gegen den Südafrikaner Fransie Badenhorst und den Puerto-Ricaner Ramón Cruz verteidigen konnte. Am 10. März 1990 verlor er den Titel in seiner dritten Verteidigung an Welcome Ncita.
Am 18. Oktober 1990 boxte er um die WBA-Weltmeisterschaft im Superbantamgewicht und verlor dabei knapp nach Punkten gegen Luis Mendoza. Den EBU-Titel im Federgewicht gewann er am 25. Mai 1991 einstimmig gegen den Briten John Davison und verteidigte den Gürtel anschließend jeweils vorzeitig gegen die Italiener Salvatore Bottiglieri und Vincenzo Limatola.
Am 14. März 1992 boxte er erneut um die IBF-Weltmeisterschaft, diesmal im Federgewicht, unterlag jedoch knapp nach Punkten gegen Manuel Medina. Einen weiteren WM-Kampf, um den WBC-Gürtel im Federgewicht, verlor er am 12. September 1992 durch TKO gegen Paul Hodkinson.
Bis 1998 boxte er nur noch sporadisch und verlor unter anderem in zwei EBU-Titelkämpfen gegen Maurizio Stecca bzw. Spencer Oliver. Nach einer Kampfpause von fast acht Jahren kehrte er 2005 in den Ring zurück, beendete seine Karriere jedoch nach einer Niederlage am 30. September 2006 endgültig.